# Великолепный часослов герцога Беррийского
«Великолепный часослов герцога Беррийского», иначе «Роскошный часослов герцога Беррийского» (фр. Très Riches Heures du Duc de Berry) — иллюстрированная рукопись XV века. Наиболее прославленные изображения часослова — цикл «Времена года» из 12 миниатюр с изображением развлечений знати или крестьянских работ на фоне средневековых замков.
Была заказана герцогом Жаном Беррийским миниатюристам братьям Полю, Жану и Эрману Лимбургам в 1410—1411 годах и осталась незавершённой после смерти трёх художников и их заказчика в 1416 году. Рукопись, вероятно, была дополнена в календарной части анонимным мастером в 1440—1450-х годах. Некоторые историки искусства считают, что этим художником был Бартелеми д’Эйк. В 1485—1486 годах манускрипт был доработан художником Жаном Коломбом по заказу Карла I Савойского, однако часть листов его авторства остались незавершёнными. Приобретённый герцогом Омальским в 1856 году, часослов хранится в его замке Шантийи (в настоящее время — Музей Конде, инв. № Ms. 65). Вместе с поместьем и находящимся в нём собранием произведений искусства часослов был передан герцогом французскому государству; по его завещанию, манускрипт, как и другие экспонаты, никогда не должен покидать пределов Шантийи.

## Описание «Великолепного часослова»
Манускрипт, хранящийся ныне в Музее Конде в Шантийи, был переплетён в XVIII веке в красный сафьян, но его переплетали и ранее, по крайней мере однажды. Размер переплёта — 300 × 215 мм. Книжный блок состоит из 31 тетради размером 290 × 210 мм, в часослове 206 листов (412 страниц), сгруппированных в пять частей, 66 из них имеют иллюстрации целиком во всю полосу, 65 — малые миниатюры.
Каждый пергаментный лист согнут вдвое, образуя два листа и четыре страницы манускрипта. Изначально каждая тетрадь была сложена из четырёх таких двойных листов (кватернион), то есть содержала 16 страниц. До настоящего времени только 20 из 31 тетради остались кватернионами, в остальные либо были добавлены листы, либо из них листы были изъяты. Наличие неоконченных фраз в конце некоторых тетрадей, не имеющих продолжения, также указывает на то, что рукопись сохранилась не полностью. В часослове имеются пустые страницы, как разлинованные, так и не имеющие никакой разметки. Указания-маргиналии для рубрикатора (каллиграфа, выполнявшего заглавия), надписанные на полях тонким пером светло-коричневой тушью, остались нестёртыми, так как работа над рукописью была внезапно прервана.
Последовательность и состав тетрадей и оформление манускрипта были изменены до того, как был переплетён. При переплёте листы были значительно обрезаны, при этом уменьшились поля, в некоторых местах утрачены элементы растительного декора инициалов и части обрамления некоторых миниатюр в виде архитектурных мотивов. Все развороты листов позднее были пронумерованы карандашом; за несколькими исключениями, номер стоит на их правых частях. Нынешнее состояние «Великолепного часослова» оценивается как прекрасное. Листы рукописи сделаны из телячьего пергамента высшего качества, вырезаны из средней части кожи, имеют ровные края и лежат без волн и складок. Почти совсем не наблюдаются расплывы чернильных пятен.

## Заказчик
Жан Беррийский был третьим сыном короля Франции Иоанна II Доброго. Этот принц, унаследовавший любовь к книгам, вероятно, от родителей, прославился как коллекционер и меценат, к моменту смерти его библиотека состояла из трёхсот томов. По оценке специалистов, собрание книг Жана Беррийского хотя и уступало в объёме библиотеке его брата Карла V, в которой было около тысячи томов, в художественном отношении не имело себе равных. В настоящее время собрание книг герцога хранится в Музее Конде. Коллекция религиозных книг герцога была одной из самых многочисленных и самых изысканных по оформлению, за что он получил прозвище «король часословов».

## Первый состав художников часослова
Братья Лимбург родились в нидерландском городе Неймегене в семье гравёра Эрмана Лимбурга (по другим документам — гравёра Арнольда из Ахена). Их мать была сестрой Жана Малуэля, который работал при дворах Изабеллы Баварской и Жана Беррийского. По документальным источникам известно, что братья находились на службе у герцога с 1410 по 1415 год. Возможно, старший брат, Поль, появился при дворе Жана Беррийского ранее, если считать, что именно он «немецкий художник», украшавший в 1408 году замок Бисетр. Этого художника щедрый меценат женил на Жилетт, дочери богатого жителя Буржа по фамилии Ле Мерсье, похищенной у отца. Поль детей не имел, о двух других братьях — Эрмане и Жане — не известно ничего, кроме имён. Предполагается, что Поль Лимбург умер в 1416 году, пережив герцога Беррийского всего лишь на несколько месяцев. Считается, что Жан и Эрман также умерли в 1416 году. Существует также версия, что младшие братья дожили до 1434 года, когда их имена окончательно исчезают из всех документов.

## История создания
Анализ миниатюр, их стиля и форм позволил искусствоведу Милларду Миссу, а вслед за ним и хранителю Музея Конде Раймону Казелю, сделать предположения о ходе работы над рукописью. Мисс различал 13 различных художников, оформлявших часослов. Новый углублённый анализ рукописи, проведённый научным сотрудником Института изучения истории текстов Патрицией Штирнеманн (фр. Patricia Stirnemann), позволил ей определить, что над ней работали 27 мастеров.
«Великолепный часослов» не является результатом воплощения заранее разработанной изобразительной программы. В процессе создания манускрипта, уже на первом этапе, его художественный план претерпел существенные изменения.

### Братья Лимбург
Раймон Казель предполагает, что братья Лимбург приступили к работе над часословом около 1410 года. Патриция Штирнеманн находит в тексте рукописи доказательство, что начало работы над ней следует отнести только к 1411 году, так как в Литании всем Святым (fol. 73) упоминается святой Альберт. По мнению Штирнеманн, это первое упоминание Альберта Трапанийского. Его канонизация состоялась лишь в 1476 году, но члены ордена кармелитов уже в 1411 году ввели праздник почитания этого сицилийского религиозного деятеля.
Основная часть манускрипта была создана между 1412 и 1416 годами братьями Лимбург — Полем, Жаном и Эрманом. Они, по-видимому, сначала работали в замке Бисетр, располагавшемся к югу от Парижа, а затем в роскошном доме, предоставленном Жаном Беррийским в Бурже. Они не иллюстрировали в то время другие манускрипты и могли в полной мере сосредоточить свои усилия на создании миниатюр для часослова.
По версии Казеля и Ратхофера (нем. Johannes Rathofer), первоначально Лимбурги придерживались плана оформления, принятого в «Прекрасном часослове», над которым они работали по заказу герцога около 1404 года. В «Великолепном часослове» так же чередуются большие миниатюры в полный лист с текстовым полем в две колонки по четыре строки и малые, вписанные в колонки текста. В соответствии с этим первоначальным планом был размечен манускрипт, его же придерживались каллиграфы при заполнении рукописи. Потом последовал перерыв в работе, а её второй этап начался, вероятно, после 1412 года. Если на первой стадии оформления братья работали над рукописью совместно, то после 1412 года они разделились, и каждый выполнял свой цикл миниатюр.
Сам текст, заглавные буквицы, маргинальные декорации и позолота выполнены другими мастерами, имена которых по большей части не сохранились. Работа над книгой была прервана: братья, как и их заказчик герцог, скончались в 1416 году, вероятно, во время эпидемии чумы. На этапе, когда братья Лимбург работали над рукописью, ими было выполнено 65 миниатюр. Именно 1416 годом датируется первое упоминание манускрипта в источниках: в инвентаре, составленном после смерти герцога Беррийского, он описан как множество несшитых тетрадей «одного очень богато украшенного часослова, расписанного Полем [Лимбургом] и братьями его», хранящихся в коробке. «Великолепный часослов» был оценён довольно низко (в 500 турских ливров), так как рукопись не была завершена и переплетена.

### Судьба рукописи после смерти Жана Беррийского
Неясна судьба часослова после 1416 года. По одной из версий, им владел Рене Добрый, герцог Лотарингский, который покровительствовал искусствам и сам даже был художником-любителем. Возможно, что именно при его дворе в 1440-х годах над этим манускриптом трудился неизвестный мастер, так называемый «Мастер Теней» (предположительно Бартелеми д’Эйк). Есть мнение, что часослов после смерти Жана Беррийского передавался по линии прямого наследования через его дочь, Бону Беррийскую, первым мужем которой был Амедей VII Савойский, и, таким образом, манускриптом владели герцоги Савойские. Это спорная версия, так как Жан Беррийский оставил долги и исполнение его завещания было прервано по требованию кредиторов. Обе его дочери — Бона и Мария — получили лишь часть наследства, в которой «Великолепный часослов» отсутствовал. Оставшиеся ценности 24 августа 1417 года были переправлены в дом торговца Стефана Бонпюи. Там начались работы по составлению новой описи, но она не была завершена, потому что в Париж вступили сторонники герцога Жана Бесстрашного. Возможно, что «Великолепный часослов» предназначался для продажи, чтобы удовлетворить требования кредиторов герцога Беррийского. Сам Жан Беррийский завещал всё своё движимое имущество королю Карлу VI — это третий предполагаемый владелец манускрипта после смерти герцога. Предположительно, часослов мог попасть в библиотеку Иоланды Арагонской (точно известно, что ещё один манускрипт из собрания покойного герцога — «Прекрасный часослов» — был приобретён ей). Между 1485 и 1489 годами Карл I Савойский нанял для окончания работ Жана Коломба. Таким образом, создание манускрипта (с перерывами) заняло около 80 лет.

### Жан Коломб
Стилистические отличия в миниатюрах часослова были отмечены уже его первыми исследователями, обратил на них внимание и герцог Омальский. Точной датировке иллюстраций художника, продолжившего работу над «Великолепным часословом», помогло изображение в обрамлении миниатюры со страдающим Иисусом коленопреклонённой супружеской четы. По гербам, размещённым в нижней части миниатюры, было определено, что это Карл I Савойский и его жена (с 1485) Бьянка Монферратская. Скончался Карл Савойский в 1490 году, поэтому создание второй группы миниатюр часослова отнесли к периоду 1485—1490 годов. Имя художника помогло установить сходство иллюстраций с миниатюрами «Иллюстрированного Апокалипсиса», хранящегося в Эскориале. «Апокалипсис» выполнил в 1482 году для Карла Савойского Жан Коломб. Согласно записи в расходных книгах герцогов Савойских от 31 августа 1485 года, Жан Коломб получил 25 золотых талеров за иллюстрации «определённых канонических часов» — исследователи не сомневались, что речь шла о «Великолепном часослове». Так было установлено имя художника, продолжившего работу братьев Лимбург.

### «Промежуточный мастер»
До 1975 года миниатюры часослова приписывались либо братьям Лимбург, либо Жану Коломбу. Однако итальянский искусствовед Лучано Беллози предположил, что был ещё один, «промежуточный», этап в работе над «Великолепным часословом». Его гипотеза, принятая и другими историками искусства, основывалась на том, что персонажи некоторых миниатюр, до сего времени считавшихся полностью выполненными братьями Лимбург, одеты по моде середины XV века.
Авторство братьев Лимбург в миниатюрах «Декабрь», «Октябрь», частично «Март», «Июнь» и «Сентябрь» было отвергнуто. Соглашаясь с Беллози, искусствовед Эберхард Кёниг обратил внимание на то, что архитектурные комплексы, изображённые на некоторых миниатюрах календарного цикла, «демонстрируют достижения более поздней архитектурной техники». А Казель и Ратхофер отметили, что миниатюры «Январь», «Апрель», «Май» и «Август» принципиально отличаются по тематике от других миниатюр календарного цикла: если первая группа изображений посвящена придворной жизни, то вторая обращается к традиционным «календарным» мотивам — сезонным крестьянским работам. Немаловажная деталь — в четырёх календарных миниатюрах, приписываемых братьям Лимбург, остались незаполненными астрономические данные в верхних полукружиях, а в миниатюрах из второй группы они приведены полностью.
Изображения замков, приписываемые в настоящее время «Промежуточному мастеру», объединяет то, что все они: дворец Сите, Лувр, Венсен, Лузиньян и Пуатье — после 1437 года, то есть примерно в то время, когда он работал, принадлежали Карлу VII.
Вопрос о том, кто был «Промежуточным мастером», остаётся открытым. Если часослов после смерти герцога Беррийского находился во владении короля Франции, им мог быть один из художников, работавших для Карла VII. Кёниг находит в манере «Промежуточного мастера» сходство с художником, иллюстрировавшим «Книгу о свойствах вещей» (Livre de la propriete des choses, Национальная библиотека, Париж) и входившим в окружение Рене Доброго, а Беллози — с мастером, работавшим над «Книгой о Сердце, охваченном любовью» (Вена, Австрийская национальная библиотека, № 2597). Некоторые исследователи приписывают миниатюры «Промежуточного мастера» Бартелеми д’Эйку, другие не согласны с этой атрибуцией, например, Кэтрин Рейнольдс полагает, что стиль художника, работавшего над часословом, не совпадает с манерой Бартелеми д’Эйка.

## XVI—XX века
В первой четверти XVI века часослов, по предположению некоторых историков искусства, попал во Фландрию, где с цикла «Времён года» были сделаны копии. Возможно, что он с частью библиотеки герцогов Савойских в XVI веке был переправлен в Турин и хранился в местном замке, потом — в Счётной палате или, по мнению ряда исследователей, в течение трёхсот лет находился в Пьемонте и окрестностях Генуи. В XIX веке манускрипт был продан семьёй Спинола Жану-Батисту Серра (1767—1837), а затем оказался у барона Феликса де Маргерита. У последнего часослов был приобретён в 1856 году за 22 тыс. франков герцогом Омальским (1822—1897), четвёртым сыном короля Луи-Филиппа. Герцог узнал о том, что владелец рукописи собирается продать её, от итальянского эмигранта и руководителя Библиотеки Британского музея Антонио Паницци. Герцог Омальский, живший в то время в Англии, воспользовался представившейся возможностью (он навестил в 1855 году свою мать под Генуей) лично ознакомиться с манускриптом. Позднее вместе со всей своей коллекцией и замком Шантийи (сейчас — Музей Конде) он передал часослов в дар французскому государству. Именно герцог Омальский назвал имя первого владельца часослова — Жана Беррийского.
Впервые часослов был описан в 1857 году искусствоведом Берлинской библиотеки Густавом Ваагеном. В 1884 году директор Национальной библиотеки Франции Леопольд Делиль провёл его первое научное исследование. В каталоге рукописей Шантийи, подготовленном самим герцогом Омальским и вышедшем в 1900 году, «Великолепный часослов» удостоился отдельного очерка. В 1903 году вышло посвящённое часослову исследование профессора Гентского университета Жоржа Юлена де Лоо (нидерл. Georges Hulin de Loo), в котором автор предвосхитил некоторые атрибуции, предложенные позднее Лучано Беллози. В том же 1903 году Поль Дюрье сравнил «Великолепный часослов» с «Бревиарием Гримани» и выдвинул гипотезу о том, что часослов побывал в Нидерландах, а миниатюры его календарного цикла оказали влияние на развитие фламандской книжной миниатюры. В 1904 году Дюрье повторил свою гипотезу в монографии, посвящённой большим миниатюрам часослова. В книге Дюрье были опубликованы чёрно-белые репродукции миниатюр часослова.
В 1940 году вышли в свет цветные репродукции календарного цикла, а в 1943 году — миниатюры со сценами из жизни Иисуса. В цвете все миниатюры часослова были воспроизведены в 1969 году.

## Стиль
Уже при беглом знакомстве с миниатюрами и декором часослова становится ясно, что в манускрипте представлены художественные тенденции двух разных эпох, на это обстоятельство обратил своё внимание ещё герцог Омальский. Всё созданное до 1416 года разительно отличается от выполненного в 1485 году Коломбом и художниками, работавшими с ним. В то время как Жан Коломб начал работу над часословом, стиль братьев Лимбург, являющийся непревзойдённой вершиной эпохи интернациональной готики, считался архаичным. Коломб, обладая собственным индивидуальным художественным почерком, не мог и не стремился следовать манере Лимбургов.

### Братья Лимбург
Вероятно, конкретный вклад каждого из братьев в «Великолепный часослов» никогда не будет точно определён. Единственное документальное свидетельство об авторстве братьев — это инвентарь 1416 года, где «Поль с братьями» фигурируют в качестве создателей часослова. Из других документальных источников очевидно, что Поль ценился выше других братьев как художник и, возможно, был главой мастерской братьев Лимбург. До сих пор не известно, как была организована работа над часословом: кто разрабатывал общую концепцию, разделялся ли часослов по циклам и тетрадям между тремя братьями, или один из них изображал лица, второй — одеяния, третий — пейзажи и так далее. Существует гипотеза, что на определённом этапе работ братья разделили между собой миниатюры трёх циклов: Страстного, ежедневных служб и календарного. В пользу этой версии говорит и то, что все три цикла остались незавершёнными — работа над часословом была прервана внезапно. В каждом из циклов легко проследить индивидуальную манеру художника. Так, ежедневные службы были проиллюстрированы миниатюрами, высокими по качеству исполнения, но в них менее всего художественных новаций. Второй из братьев создал календарный цикл («Январь», «Апрель», «Май» и «Август», находящиеся в одной тетради), в котором мастерски отобразил жизнь придворных. Третий же, самый одарённый, является автором Страстного цикла, содержащего в том числе необычайно выразительные ночные сцены.
Исследователи обращают внимание на влияние античных и современных братьям Лимбург итальянских произведений искусства, проявляющееся в созданных ими миниатюрах. Отмечается, что фигуры коленопреклонённого Адама из «Грехопадения и изгнания из Рая» и воскрешённого Лазаря (fol. 171r), а также «Анатомический человек» имеют прообразы в античной скульптуре. Причём художникам совсем не обязательно было путешествовать в Италию, чтобы изучить эти образцы: в коллекциях вельмож того времени, охваченных манией собирательства, имелись многочисленные произведения классического искусства.
Архитектурные комплексы на миниатюрах («Процессия св. Григория», «Вход в Иерусалим») «Великолепного часослова» очень напоминают итальянские городские ландшафты. Аналогии с итальянскими произведениями искусства конца XIV — начала XV веков прослеживаются в «Принесении во храм» (исследователи отмечают сходство с фреской из Базилики Санта-Кроче во Флоренции), «Падении мятежных ангелов» (эту миниатюру сравнивают с луврской картиной «Падение ангелов», приписываемой одно время Наддо Чеккарелли), «Снятии с креста» (сходство Девы Марии с фигурой с картины «Снятие с креста» Андреа де Фиренци из Испанской капеллы, находящейся во флорентийской церкви Санта-Мария-Новелла).
Несмотря на то, что до настоящего времени остаётся неизвестным, работали ли три брата над миниатюрами совместно или отдельно над каждым циклом, историк искусства Миллард Мисс сделал попытку атрибутировать иллюстрации каждому из них. По мнению Мисса, из больших миниатюр девятнадцать созданы Полем, которого исследователь считает самым одарённым из братьев, четырнадцать — Жаном и восемь — Эрманом. Мисс выделил миниатюры, над которыми работали вместе: над одной Поль и Эрман, а над двумя другими — Поль и Жан. Однако атрибуции Мисса были подвергнуты критике сразу после выхода в свет его книги «Братья Лимбург и их современники» (1975). Свои сомнения высказал, например, Франсуа Авриль, куратор Национальной библиотеки Франции, который в рецензии на книгу Мисса отметил, что «привязки к конкретным именам основаны, прежде всего, на предположениях и не имеют под собой убедительных доказательств». Мисс предложил свою версию атрибуций иллюстраций часослова до появления гипотезы о существовании «Промежуточного мастера» и склонялся к тому, что самым талантливым из братьев Лимбург был Поль, опередивший своё время и предвосхитивший художественные открытия Яна ван Эйка и Робера Кампена. После признания большинством искусствоведов версии «Промежуточного мастера» образ братьев Лимбург предстаёт в новом свете. Художники высочайшего класса, они, несомненно, были «основательно укоренёнными в придворной жизни и зависящими скорее от интересов заказчика, нежели своих собственных».
Раймон Казель, отмечая, что стилевые различия между миниатюрами первого этапа очевидны, предпочёл атрибуцию, условно назвав художников «Лимбург A» (Поль?), «Лимбург B» (Эрман?) и «Лимбург C» (Жан?).

### Жан Коломб и его мастерская
Коломб, скорее всего, находился под влиянием одного из самых талантливых миниатюристов того времени — Жана Фуке, но обладал собственным художественным почерком. Черты лиц персонажей на миниатюрах часослова, вышедших из мастерской Коломба, «более жёсткие и чётко выявленные». Большие иллюстрации обрамлены богато декорированными архитектурными мотивами в виде мраморных или позолоченных колонн. Действие разворачивается на фоне впечатляющих многоплановых пейзажей с далями, тающими в голубой дымке.
Коломбу приписываются 23 из 66 больших миниатюр часослова. Художник работал над листами, размеченными ещё на первом этапе создания часослова (до 1416 года), также он завершил миниатюры, начатые Лимбургами. Иногда, чтобы увеличить поле большой иллюстрации, Коломб закрашивал текст (две колонки по три-четыре строки), размещённый снизу, перенося его в другое место в сокращённом варианте. Для некоторых миниатюр Коломб делил лист на две части — верхнюю бо́льшую и нижнюю меньшую со сценой, контекстно связанной с основной композицией.

### Декор манускрипта
Элементы декора часослова: вставки по краям больших миниатюр, инициалы с орнаментальными ответвлениями и портретными изображениями, построчные декоративные полосы — тоже создавались в две разные временные эпохи. Причём некоторые декоративные элементы, разработанные на первом этапе оформления, получили завершения уже в мастерской Жана Коломба (в основном это большие инициалы с портретами).
Художников, выполнявших оформление на первом этапе (до 1416 года), Миллард Мисс разделил по легко читаемым стилевым различиям и дал им условные имена: «Мастер сплетений», «Мастер сухой манеры», «Мастер веретён». Он же приписал обрамление и инициалы евангельских секвенций и канонических часов Марии «Мастеру Бревиария Иоанна Бесстрашного». Немногочисленные обрамления больших миниатюр сильно отличаются друг от друга; по сути, каждое из них — отдельный декоративный тип. Так, в обрамлении миниатюры «Благовещение» зрителю представлен «мир небесный»: ангелы во главе с Богом-Отцом; «Встреча Марии и Елизаветы» — картина «перевёрнутого мира» с фантастическими персонажами и сценами; «Чудесное умножение хлебов» — «мир природы», где реалистично выписанные дельфиниумы и улитки создают пышную раму. Но большей частью поля крупноформатных миниатюр остались пустыми. Только в единичных случаях они были заполнены позднее. Возможно, что уже в начале работы братья Лимбург отказались от создания обрамлений, подобных тем, что окружают миниатюры «Прекраснейшего (Брюссельского) часослова», или они не понравились заказчику. Так или иначе, но большинство миниатюр остались без декоративных бордюров, а мастера, работавшие над часословом позднее, не стали заполнять пустые поля.

### Текст
Латинский текст расположен в двух колонках шириной по 48 мм каждая, содержащих 21 или 22 строки. Листы манускрипта разлиновывал чертёжник, оставляя места для больших и малых миниатюр. Затем к работе приступал каллиграф. Текст рукописи выполнен чёрными чернилами (лишь изредка использовались тёмно-коричневые) готическим шрифтом, ровным изящным почерком, свидетельствующим о высочайшем мастерстве каллиграфа. Возможно, это был мастер по имени Ивонне Ледюк (фр. Yvonnet Leduc), находившийся в 1413 году на службе у герцога Беррийского. Над манускриптом работали и другие каллиграфы: на листах 52v, 53rv, 54r основной текст написан одним почерком, а вспомогательный (антифоны, комментарии и т. п.) — другим. Тексты на листах 52v и 54r датируются 1485 годом и написаны светло-коричневыми чернилами.
Патриция Штирнеманн в тексте манускрипта различает руки пяти переписчиков: из них первый выполнил самую большую часть работы (с fol. 17 по fol. 204v). Второй из каллиграфов работал на третьем этапе создания рукописи, его рукой написан текст календаря. Третий переписчик заполнил тексты fol. 53r/v, четвёртый надписал наименования месяцев и цифры в миниатюре «Анатомический человек». Пятый переписчик выполнил текст fol. 52v и 54, над миниатюрами для которых работал Жан Коломб.
- Текст календаря (январь), fol. 1 (2-й каллиграф ?)
- Псалом 122, Обращение к Господу в невыносимом бесчестии, fol. 52v (каллиграф Жана Коломба ?)
- Текст псалмов 123 и 124, fol. 53r (3-й каллиграф ?)
- Первая страница ежедневных служб, fol. 110 (1-й каллиграф ?)

## Календарь и миниатюры «Времена года»
Наиболее прославленные изображения часослова — цикл «Времена года» из 12 миниатюр с изображением развлечений знати или крестьянских работ. Часословы традиционно начинались с календаря для того, чтобы читатель мог определить соответствие молитв определённым дням, дни недели, церковные праздники. Каждая миниатюра увенчивается полукругом (тимпаном), на котором изображена солнечная колесница, управляемая Фебом, соответствующие данному месяцу знаки зодиака и его градусы. В календаре указаны дни месяца, их продолжительность в часах и минутах, церковные праздники и имена святых, золотые числа, с помощью которых определялось место календарного года в метоновом цикле.
Иллюстрации цикла «Времена года» в данном манускрипте оказались новаторскими с точки зрения своей направленности, избранных тем для изображения, композиции, а также художественного и технического исполнения. На заднем плане большинства этих иллюстраций представлен либо один из замков герцога Беррийского, либо замки, принадлежавшие королю Франции. Исследователи обращают внимание, что по тематике иллюстрации календаря распадаются на две группы: в миниатюрах «Январь», «Апрель», «Май» и «Август» показаны сцены из жизни знати, в то время как темой миниатюр, посвящённых другим месяцам, стали традиционные сельскохозяйственные работы и занятия, соответствующие временам года. Примечательно, что четыре календарные миниатюры из первой группы находятся в одной тетради-кватернионе (первой) и уверенно атрибутируются братьям Лимбург. Эдмон Поньон называет одного из братьев Лимбургов, выполнившего миниатюры «Январь», «Апрель», «Май» и «Август», Куртуазным мастером (фр. le Courtois). В этих иллюстрациях щедро использованы позолота и яркие краски, архитектурные комплексы отодвинуты на задний план (занимая лишь его часть) и подёрнуты лёгкой дымкой. Примечателен выбор сюжетов. Например, для «Января» — изображение хозяина (здесь — герцога Беррийского), принимающего гостей, было традиционно для той эпохи. Но в данном случае создаётся впечатление, что именно Жан Беррийский, а не Бог, является центром поклонения.
Миниатюры «Февраль», «Июнь» и «Июль», по мнению Поньона, принадлежат кисти второго из братьев Лимбургов с условным именем Рустикальный мастер (фр. le Rustique, простой). Для него характерны особое «однообразное» положение ног у стоящих персонажей, обилие голубого цвета, тщательно выписанные детали архитектурных сооружений, изображённых более масштабно, чем на других иллюстрациях.
В миниатюрах «Март», «Октябрь» и «Декабрь» Поньон видит руку ещё одного мастера. Этот художник интересовался решением задачи построения перспективного изображения. Люди, животные, архитектурные постройки на его иллюстрациях отбрасывают тени. Подобно Рустикальному мастеру, Мастер теней (фр. Maître aux Ombres) выбирает сюжеты из жизни простых людей и исполняет их «с глубоким пониманием и сочувствием к их жизненным тяготам и нелёгкому труду». Вероятно, Мастер теней работал уже в другую эпоху: его персонажи одеты в костюмы середины XV века, определить его имя пока не представляется возможным.
Замок на миниатюре «Сентябрь», по мнению Поньона, мог выполнить Рустикальный мастер, а сцена сбора винограда принадлежит кисти Жана Коломба, женщина же в красной юбке имеет сходство с персонажами «Октября», по всей видимости, её рисовал Мастер теней. Возможно, он начал миниатюру, а продолжили её другие художники.
Кроме того, Поньон выделяет и Благочестивого мастера — третьего и последнего из братьев (фр. le Devot), его почерк схож с манерой Куртуазного мастера, однако имеет и отличия. Благочестивый мастер выполнил часть религиозных сцен (например, «Св. Иоанн на Патмосе», «Мученичество Св. Марка»).
В таблице представлены атрибуции миниатюр Календаря Мисса, Поньона и Казеля:
| Месяц    | Илл. | Атрибуции Мисса                                      | Атрибуции Поньона                                                           | Атрибуции Казеля                                                                             | Сюжет |
| -------- | ---- | ---------------------------------------------------- | --------------------------------------------------------------------------- | -------------------------------------------------------------------------------------------- | --- |
| Январь   |      | Жан Лимбург                                          | Куртуазный мастер                                                           | Лимбург B                                                                                    | Обмен подарками при дворе герцога Беррийского во время встречи Нового года. Он сидит во главе стола в синей одежде. В толпе гостей, предположительно, Лимбурги изобразили себя (двое в красных тюрбанах и перед ними один в белом). В тимпане миниатюры изображены Козерог и Водолей. Это единственная иллюстрация из всего цикла, где действие происходит только в интерьере. По мнению Сен-Жана Бурдена, на миниатюре представлено не празднование наступления Нового года, а завершение переговоров с англичанами в замке Жиак 6 января 1414 года. |
| Февраль  |      | Поль Лимбург                                         | Рустикальный мастер                                                         | Миниатюра написана после 1416 года                                                           | Рубка дров, интерьер сельского дома, пейзаж не идентифицируется. Окончательный вариант в некоторых деталях несколько отличается от первоначального подготовительного рисунка. Миллард Мисс ставит «Февраль» в один ряд с зимними пейзажами кисти Мастера Города дам (фр. Maître de La Cité des Dames) 1410 и 1419 годов (хранятся в Риме и Гааге), однако в сравнении с ними данная миниатюра представляется более развитой. |
| Март     |      | Поль Лимбург, возможно, позднее — мастерская Коломба | Куртуазный мастер (ландшафт) и Мастер теней (фигуры)                        | Казель и Ратхофер согласны с предположением Беллози, что миниатюра выполнена после 1440 года | Пахота, сев, обработка виноградника. Место — замок Лузиньян в Пуату. На перекрёстке дорог стоит верстовой камень — «монжуа» (фр. Montjoie), над замковой башней Пуатвен летит фея Мелюзина в виде дракона, покровительница рода Лузиньянов. |
| Апрель   |      | Жан Лимбург                                          | Куртуазный мастер                                                           | Лимбург B                                                                                    | Пара молодожёнов обменивается кольцами в саду, в присутствии семьи и друзей. Предположительно (Жан Лоньон) изображено обручение внучки герцога Бонны д’Арманьяк и Шарля Орлеанского. Дамы рвут цветы для новобрачных. Место — замок Дурдан, владение герцога или Пьерфон. По версии Бурдена, на миниатюре изображена помолвка Марии Беррийской с Жаном Клермонским, состоявшаяся в 1400 году. |
| Май      |      | Жан Лимбург                                          | Куртуазный мастер                                                           | Лимбург B                                                                                    | Празднование первого майского дня. Процессия отправляется в лес, чтобы набрать ветвей и цветов. Место — замок в Риоме (фр. Riom), столице Оверни, владение герцога (?) или же Королевский дворец (фр. Palais de la Cité, ныне Дворец правосудия), Париж, с виднеющимися башнями Консьержери, Тур д’Орлож, Шатле (фр. Châtelet) и прочими постройками. |
| Июнь     |      | Поль Лимбург и Жан Коломб                            | Рустикальный мастер                                                         | Середина XV века                                                                             | Сенокос. Место — Париж, луг на островке Жюиф, рядом с Сите (теперь насыпь Нового Моста), видны замок Консьержери, Сент-Шапель. |
| Июль     |      | Поль Лимбург                                         | Рустикальный мастер                                                         | Промежуточный мастер                                                                         | Жатва и стрижка овец. Место — ныне не существующий замок Пуатье (фр. Château de Poitiers) на берегу реки Клен в Пуату, владение герцога Беррийского. |
| Август   |      | Жан Лимбург                                          | Куртуазный мастер                                                           | Лимбург B и, вероятно, Промежуточный мастер, разработавший средний план                      | Соколиная охота, купание. Место — замок Этамп, владение герцога Беррийского, его донжон, называемый Гинетт, сохранился до наших дней. |
| Сентябрь |      | Поль Лимбург и Жан Коломб                            | Рустикальный мастер (?) — ландшафт, и Мастер теней (или Ж. Коломб) — фигуры | Братья Лимбург, нижняя часть — Жан Коломб или его мастерская                                 | Сбор винограда. Место — замок Сомюр около Анже. |
| Октябрь  |      | Поль Лимбург и Жан Коломб                            | Мастер теней                                                                | 1440—1450 годы                                                                               | Сев озимых. Место — поле напротив замка Лувр (теперь набережная Малаке). Вид от Отеля Нель (фр. Hôtel de Nesle), парижской резиденции герцога. |
| Ноябрь   |      |                                                      | Жан Коломб, тимпан с зодиакальными символами — братья Лимбург               | Жан Коломб                                                                                   | Выпас свиней в лесу. Пейзаж — вымышленный, вероятно, вдохновлён видами Савойи, где работал художник. |
| Декабрь  |      | Поль Лимбург                                         | Мастер теней                                                                | 1440—1450 годы                                                                               | Охота. Место — дубовая роща вокруг Венсенского замка, владение герцога и место, где он родился. |

## Восемь больших миниатюр
Миниатюры «Анатомический человек» (fol. 14v), «Грехопадение и изгнание из Рая» (fol. 25v), «Встреча волхвов» (fol. 51v), «Поклонение волхвов» (fol. 52v), «Принесение во храм» (fol. 54v), «Падение мятежных ангелов» (fol. 64v), «Ад» (fol. 108r) и «План Рима» (fol. 141v) представляют собой отдельные листы, не принадлежащие никакой тетради. В 1904 году Поль Дюрье предположил, что эти миниатюры не предназначались для часослова, а являются самостоятельными произведениями, добавленными в манускрипт позднее. Они отличаются по размерам от других миниатюр рукописи, на их оборотных сторонах первоначально не предполагалось наличие текста, свободные поля некоторых из них не соответствуют пропорциям, принятым в рукописи. Некоторые миниатюры по тематике («Анатомия человека», «План Рима») не соответствуют изображениям, обычно включавшимся в часословы. В то же время имеются серьёзные отличия их друг от друга, каждая из них представляется самобытным художественным произведением. Среди историков искусства нет единого мнения, предназначались ли данные миниатюры для «Великолепного часослова» или нет. Так, Миллард Мисс считал, что они находились после смерти герцога в одной коробке вместе с разрозненными тетрадями часослова и, следовательно, предназначались для него. Однако в инвентаре 1416 года листы с большими миниатюрами отдельно не упоминаются, поэтому точно неизвестно, находились ли они в коробке с часословом.
Большинство этих произведений созданы под влиянием античных («Анатомия человека», «Райский сад», «Встреча волхвов» и «План Рима») и современных итальянских образцов («Принесение во храм», «Падение мятежных ангелов»), с которыми братья Лимбург могли познакомиться в коллекции герцога Беррийского. Причём влияние современной итальянской живописи проявилось в этих миниатюрах более ярко, чем во всех иллюстрациях часослова.

### Анатомический человек
Миниатюра (её размер 249 × 194 мм, на обратной стороне листа отсутствует текст) помещена в конце календаря и иллюстрирует влияние созвездий на человека. Возможно, что источником вдохновения для художника стали книги по медицине и астрологии. Изображения человека, части тела которого связаны с одним из двенадцати знаков зодиака, известны по манускриптам того времени. В отличие от других подобных иллюстраций здесь человеческая фигура представлена дважды и окружена овалом (мандорлой) с изображением знаков зодиака.
Несомненно, что миниатюра выполнена по заказу Жана Беррийского: в её верхних углах помещены изображения его герба: три золотые лилии на голубом фоне, обрамлённые красным. В нижних углах расположены инициалы VE или UE. Их присутствие объясняется по-разному: это либо первые буквы девиза герцога «En Vous», либо первая и последняя буквы имени «Ursine» (святой, покровитель Берри), либо условное имя женщины, с которой у Жана была любовная связь во время пребывания в английском плену.

В четырёх углах листа размещены латинские надписи, поясняющие свойства каждого знака зодиака в соответствии с четырьмя свойствами (горячий, холодный, влажный или сухой), темпераментами и сторонами света. В левом верхнем углу значатся: Овен, Лев и Стрелец, горячий и сухой, холерический (темперамент), мужской (характер), восточный; в верхнем правом: Телец, Дева и Козерог, холодный и сухой, меланхолический, женский, западный; в левом нижнем: Близнецы, Водолей и Весы, горячий и влажный, мужской, сангвинический, южный; в правом нижнем: Рак, Скорпион и Рыбы, холодный и влажный, флегматичный, женский, северный. Миниатюра выполнена, вероятно, до 1416 года. Казель приписывает её «Лимбургу C», Мисс — Полю и Жану Лимбургам, однако атрибуции миниатюры братьям Лимбург небесспорны. Знаки зодиака на этой миниатюре выполнены тем же мастером, что и на тимпанах календарных миниатюр.

### Грехопадение и изгнание из Рая
Миниатюра объединяет сразу четыре сцены: Змей в образе сирены протягивает Еве плод Дерева познания Добра и Зла; Ева предлагает плод Адаму; Бог наказывает Адама и Еву, которые изгоняются из Рая огненным херувимом, осознают свою наготу и прикрывают себя фиговыми листьями.
Исследователи отмечают сходство фигуры Адама, принимающего от Евы запретный плод, с античной статуей перса, хранящейся в Галерее канделябров (музеи Ватикана). Ещё один экземпляр этой скульптуры находится в музее Экс-ан-Прованса. Братья Лимбург уже изображали Адама в том же положении в «Нравоучительной Библии» Филиппа Смелого (fol. 3v).
В центре композиции — павильон-эдикула в готическом стиле над колодцем жизни. И павильон, и райские врата имеют много общего с барельефом дверей Баптистерия Сан-Джованни (во Флоренции) «Райские врата» Лоренцо Гиберти и, вероятно, создавались по схожим образцам. По версии Мисса, миниатюра — произведение Жана Лимбурга, Казель же приписывает её «Лимбургу C».
Позднее, при переплёте рукописи, «Грехопадение и изгнание из Рая» попало на один разворот с «Благовещением», начинающим цикл, посвящённый Деве Марии.
- Коленопреклонённый персидский воин, Галерея канделябров, Ватиканские музеи, inv 2794
- Искушение Адама, «Нравоучительная Библия», Национальная библиотека Франции, MS Fr 166, fol. 3v, 1402
- Рельеф «Райские врата» баптистерия во Флоренции

### Встреча волхвов
Эта миниатюра, включённая при переплёте рукописи в Часы Девы, нарисована на более плотном, чем остальные листы книги, пергаменте. Относительно новый в европейском изобразительном искусстве сюжет взят из «Легенды о трёх святых волхвах» (1364—1375) Иоанна Хильдесхаймского. Каждый из волхвов возглавляет свой кортеж: три группы всадников встречаются у павильона (эдикулы или montjoye), над которым сияет Вифлеемская звезда. Волхвы в данном случае представляют не три различных континента, о чём говорится в «Золотой легенде», а три возраста человека. Каспара, самого молодого (группа вверху справа), сопровождают два темнокожих персонажа, как это традиционно представлялось в итальянской иконографии. Бальтазар (слева) и Мельхиор (справа), соответственно, люди среднего и пожилого возраста. Последний увенчан таким же головным убором, как и император Август, представленный на другой миниатюре «Великолепного часослова» (fol. 22). Роскошные свиты царей дополняются изображениями диких животных, среди которых есть и медведь — символ герцога Беррийского.
Некоторые историки видят связь между восточным обликом персонажей и появлением в миниатюре экзотических животных и визитом в Париж византийского императора Мануила Палеолога в 1400 году, свидетелями которого, возможно, были братья Лимбург. Изображение левого волхва — почти точная копия с реверса византийской медали, представляющей императора Константина верхом и приобретённой герцогом Беррийским в 1402 году у итальянского торговца, упоминание о ней содержится в одном из инвентарей герцога.

Город наверху слева, предположительно, упоминаемый в легенде Иерусалим, однако образцом для него послужили парижские архитектурные комплексы: Собор Парижской Богоматери, Сент-Шапель, а также, вероятно, часть дворца Сите — Консьержери. Возможно, таким образом автор миниатюры указывает на то, что Париж стал преемником исторического Иерусалима.

### Поклонение волхвов
В правой части миниатюры изображены волхвы и их свита. Сняв короны, три волхва опустились на землю перед Марией, держащей на руках Христа: Мельхиор целует ногу младенца, Бальтазар по восточному обычаю (и так, как описано в книге Иоанна Хильдесхаймского) в знак поклонения распростёрся на земле, Каспар, преклонив колени, держит золотой кубок. Художник нетрадиционно объединил в одной иллюстрации сюжеты Поклонения волхвов, Благовестия пастухам (задний план) и Поклонения пастухов (группа персонажей за яслями), одновременно представив эпизоды Рождества и Епифании. Мария окружена женщинами в костюмах начала XV века. Город на дальнем плане, предположительно, Вифлеем, которому приданы черты Буржа.
Персонажи вокруг младенца Христа размещаются так же, как в сцене Поклонения волхвов на ретабло, которое в настоящее время хранится в Музее Майера ван ден Берга (Антверпен, inv.2, ок. 1395). Волхв, стоящий слева от Девы Марии на антверпенском ретабло, художником, выполнявшим миниатюру, был превращён в Иосифа. В руках он держит такой же образец ювелирного искусства: рог относительно редкой для той эпохи формы. Мисс приписывает «Поклонение волхвов» Полю Лимбургу, Казель предполагает, что миниатюру мог написать не тот же мастер, который создал «Встречу волхвов»: «Стиль Поклонения мягче, изящней, интимнее».

В настоящее время миниатюры «Встреча волхвов» и «Поклонение волхвов» расположены в часослове рядом, однако написаны они были на отдельных листах. Иллюстрации имеют одинаковую ширину (147 мм), но различаются по высоте и форме (расположению верхних полукружий, увеличивающих поле миниатюры). Первоначально на этом листе не предполагалось наличие каких-либо надписей, но в конце XV века его оборотная сторона была заполнена текстом, а малую миниатюру между колонками выполнил Жан Коломб.

### Принесение во храм
В Евангелии от Луки принесение Иисуса во Храм (через сорок дней после рождения) соответствует очищению его матери. Лист с миниатюрой был помещён в Часы Девы в начале ноны, но также мог бы оказаться в Мессах литургического года, перед мессой к празднику Сретенья (fol. 203).
Дева держит Христа в своих руках, её сопровождают Иосиф и множество женщин. Служительница храма уже вступила на лестницу, свеча в её руке — знак Сретенья, пламя которой указывает на первосвященника, ожидающего младенца вверху. Она несёт двух голубей — искупительную жертву.

Размер иллюстрации 205×145 мм, изображение сдвинуто вверх, возможно, из-за того, что первоначально оно было написано на листе бо́льшей величины, который был обрезан при переплёте рукописи. По композиционному построению миниатюра близка к фреске Базилики Санта-Кроче (Флоренция) в капелле Барончелли, приписанной Мастеру капеллы Ринуччини (прежде атрибутировалась Таддео Гадди), — почти точно повторены лестница храма и облик некоторых персонажей. Один из рисунков из луврского собрания, по мнению немецкого историка искусства Харальда Келлера, мог послужить источником информации о флорентийской фреске для Лимбургов, однако эта гипотеза была поставлена под сомнение Миссом. Мисс приписывает авторство миниатюры Эрману Лимбургу, Казель отмечает, что она очень близка по стилю к иллюстрациям Поля («Лимбурга A»).

### Падение мятежных ангелов
Лист с миниатюрой помещён в самом начале покаянных псалмов. Эпизод отсутствует в Ветхом Завете, однако упоминания о низвержении ангелов есть в нескольких книгах Нового Завета. Восстав против Бога, Люцифер терпит поражение и падает, увлекая за собой мятежных ангелов.
Бог восседает на троне в окружении сонма ангелов; в его левой руке — земная сфера, правая поднята в знак осуждения Люцифера. Небольшое число оставшихся верными ангелов сидят в креслах, неверные — падают вниз в воды океана — вскоре они превратятся в демонов. Небесное воинство, закованное в латы, стоя на облаках, разделяющих небо и землю, гонит мятежников. Люцифер уже на дне, он не утратил свою корону, атрибуты ангела и столу — здесь он предстаёт антиподом Бога.

Эта иконография, очень редкая в часословах, могла быть заимствована из алтарных образов. Так, Мишель Лаклот указал как на один из источников сюжета алтарь из Лувра, датируемый 1340—1345 годами и происходящий из Сиены. Автор образа — анонимный художник, названный Мастером мятежных ангелов. Отличие между этой картиной и миниатюрой в том, что на первой падшие ангелы уже превратились в демонов, тогда как на иллюстрации из часослова они ещё сохраняют прежний вид. Мисс атрибутирует «Падение мятежных ангелов» Полю Лимбургу, Казель — «Лимбургу C».

### Ад
Эта миниатюра завершает раздел поминальных молитв. Сюжет восходит к тексту середины XII века (лат. Vita Tundale) о видении ирландского монаха Тундала с описанием Ада, ставшим популярным в Средневековье.
В центре миниатюры на большой решётке над огненной ямой лежит Сатана. Из его пасти вырывается столб пламени, в который он швыряет души грешников. Три демона раздувают огонь под решёткой огромными мехами. Другие терзают души проклятых, среди которых есть и служитель церкви, узнаваемый по его облачению и тонзуре, и бросают их в огненную яму.

По мнению Мисса, считавшего, что восемь больших миниатюр изначально создавались для часослова, место этого листа, возможно, должно было быть после праздника Троицы и до малой поминальной службы (то есть между 113 и 114 листами). Мисс приписывает иллюстрацию Жану Лимбургу. По предположению Казеля, «Ад», судя по его размерам, не входил в корпус миниатюр «Великолепного часослова». Казель считает автором «Ада» «Лимбурга C».

### План Рима
Лист с миниатюрой круглой формы (диаметром 190 мм) вставлен между ежедневными службами и Страстным циклом. Какой-либо очевидной связи с этой частью рукописи у иллюстрации нет; возможно, она была предназначена для праздников в честь апостолов Петра и Павла, принявших мученическую смерть в Риме. План города представлен с высоты птичьего полёта и ориентирован так, что север находится внизу, а юг — наверху. Античные и христианские памятники Рима расположены произвольно, жилые кварталы не обозначены, в центре города — Капитолий.
Древняя традиция создания карт круглых форм продолжалась и в Средневековье. Обыкновенно так представлялись карты мира, реже — городские планы. Герцог Беррийский обладал несколькими подобными картами.
Существуют несколько произведений, подобных этому плану. Миниатюра очень похожа на фреску Таддео ди Бартоло в Палаццо Публико (Сиена) из серии фрески Аллегорий и рисунков из римской истории (1413—1414). Мисс обнаружил другой, отличающийся большим числом памятников, план Рима из рукописи «О заговоре Катилины» Саллюстия (атрибутируется Мастеру Орозия и датируется 1418 годом, хранится в частной коллекции). Однако Мисс не считает, что этот план имеет прямое отношение к «Великолепному часослову»: скорее всего, миниатюра создавалась под влиянием промежуточных произведений, не дошедших до наших дней.
Другой план Рима, близкий к иллюстрации из «Великолепного часослова», находится в рукописи XIV века Compendium францисканца Паулина Венетского (Венеция, Библиотека Марчиана, Ms. Zanetti lat 399, fol. 98).

По одной из версий, в центре плана на Капитолии изображена церковь Санта-Мария-ин-Арачели: она построена на месте, где, по легенде, перед императором Августом появилась Дева Мария с младенцем. Сцена явления Марии императору встречается в Часослове маршала Бусико (Париж, Музей Жакмар-Андре, Ms.1311), в «Прекрасном часослове» (fol. 26v) и в самом «Великолепном часослове» (fol. 22r). Герцог восхищался Августом и любил, когда его сравнивали с этим римским императором. Мисс атрибутирует миниатюру Жану Лимбургу, Казель — «Лимбургу C».

## Полное содержание «Великолепного часослова»
Сокращения и пометки:
- (Рекламанта) — в соответствующей тетради имеется неоконченная фраза, продолжение которой находится в следующей тетради[94]
- (Рекламанта без окончания) — в тетради есть неоконченная фраза, её продолжение отсутствует[94]
- В круглых скобках после названий миниатюр указаны номера разворотов и положение миниатюры:
v — verso (левая часть разворота)
r — recto (правая часть разворота)
(39va) — малая миниатюра на левой стороне разворота 39 в первой колонке
(39vb) — малая миниатюра на левой стороне разворота 39 во второй колонке
- Жирным шрифтом выделены названия миниатюр, представленных в колонке «Иллюстрация»

| Тетрадь | Лист                               | Количество листов в тетради | Количество листов в тетради | Содержание | Иллюстрация | Миниатюры и их расположение |
| Тетрадь | Лист                               | Двойных                     | Добавленные (утраченные)    | Содержание | Иллюстрация | Миниатюры и их расположение |
| ------- | ---------------------------------- | --------------------------- | --------------------------- | --- | ----------- | --- |
| 1       | 1—8                                | 4+2                         |                             | 1. Календарь |             | Цикл «Времена года» 8 больших миниатюр, все — на левой стороне разворота |
| 2       | 9—12                               | 2                           |                             | |             | Цикл «Времена года» 4 большие миниатюры, все — на левой стороне разворота |
| 3       | 13—16                              | 2                           |                             | Конец календаря (13r)                                                                                                |             | «Анатомический человек» (14v) |
| 4       | 17—24                              | 4                           |                             | 2. Евангельские секвенции 3. Молитвы к Деве Марии (с 20r)                                                            |             | «Иоанн на Патмосе» (17r) «Мученичество святого Марка» (19v) 5 малых миниатюр: «Святой Лука» (?) (18v); «Святой Матфей» (?) (18r); «Мария», «Сивилла», «Император Август» (22r) |
| 5       | 25                                 | 1                           | -1                          | |             | «Грехопадение и изгнание из Рая» (25v) |
| 6       | 26—33                              | 4                           |                             | 4. Молитвы к Деве Марии Начало утрени                                                                                |             | «Благовещение» (26r) 7 малых миниатюр: «Пророчество Давида о пришествии Христа» (26v); «Христос надо всем живущим» (27v); «Пророчество Давида о проповедях апостолов» (28r); «Перенесение во храм Ковчега Завета» (29r); «Мистическое обручение Христа и Церкви» (31r); «Сыновья кореевы благодарят Господа за своё спасение» (32r); «Церковь воинствующая и торжествующая» (32v)                                        |
| 7       | 34—41 (рекламанта)                 |                             |                             | |             | «Крещение блаженного Августина» (37v), «Встреча Марии и Елизаветы» (38v) 8 малых миниатюр: «Христос-Судия» (34r); «Воскресение мёртвых на Страшном суде» (34v); «Возведение Храма» (35v); «Христос — Царь небесный» (39r); «Молящийся Давид» (39va); «Сон Давида о Воскресении» (39vb); «Три отрока в печи огненной» (40v); «Бог творения» (41v)                                                                         |
| 8       | 42—49 (рекламанта)                 | 4                           |                             | Начало примы |             | «Рождество» (44v), «Благовестие пастухам» (48r) 7 малых миниатюр: «Пророчество Захарии» (43v); «Царь-псалмопевец Давид» (45r); «Победа Мессии» (45v); «Давид молит Господа о помощи» (46v); «Давид в молитве» (48v); «Освобождение пленённых» (49r); «Давид созерцает возведение Храма» (49v) |
| 9       | 50—58 (рекламанта)                 | 2                           | 5                           | Начало сексты |             | «Встреча волхвов» (51v), «Поклонение волхвов» (52r), «Принесение во храм» (54v) «Бегство в Египет» (57r) |
| 10      | 59—67 (рекламанта)                 | 4                           | 1                           | 5. Покаянные псалмы (начало с 65r)                                                                                   |             | «Коронование Марии» (60v) 6 малых миниатюр: «Встреча Марии и Елизаветы» (59v); «В страшной опасности» (61r); «Молитва о счастливом возвращении» (61v); «Надежда в утеснении» (62r); «Счастье — в довольстве малым» (62v); «Принесение во храм» (63r) «Падение ангелов» (64v) 4 малые миниатюры: «Молитва о смертельной опасности» (65r), «Нафан обвиняет Давида» (65v); «Жалоба в утеснении» (66v); «Давид и Урия» (67v) |
| 11      | 68—75 (рекламанта)                 | 4                           |                             | 6. Литании всех святых (с 72r) 7. Служба Кресту (с 75r)                                                              |             | 3 малые миниатюры: «Иерусалим в опасности» (68v); «Покаянная молитва» (70r); «Призыв о помощи в утеснении врагами» (70v) «Процессия святого Григория» (71v/72r) «Христос Страстотерпец» (75r) |
| 12      | 76—83 (рекламанта)                 | 4                           |                             | 8. Богослужение Святому Духу (с 79r) 9. Поминальная служба (с 82r) Начало вечерни                                    |             | «Сошествие Святого Духа» (79r) «Иов на гноище» (82r) |
| 13      | 84—91 (рекламанта)                 | 4                           |                             | Начало первой ноктурны Начало второй ноктурны                                                                        |             | «Погребение Раймона Диокре» (86v) «Смерть-всадник» (90v) 4 малые миниатюры: «Благодарность Господу за помощь» (84r); «Счастье в доверии Богу» (85r); «Молитва о защите» (88r); «Преданность Господу» (91v) |
| 14      | 92—99 (рекламанта)                 | 4                           |                             | |             | «Победа царя Давида» (95r) 3 малые миниатюры: «Благая уверенность в Боге» (92v); «Благодарность за сохранение от проклятия» (96r); «В тоске по Господу» (97v) |
| 15      | 100—107                            | 4                           |                             | Начало лауд |             | «Раскаяние царя Давида» (100v) 2 малые миниатюры: «Благодарность за дары Господни» (101v); «Благодарственная песнь Езекии» (103v) |
| 16      | 108                                | 1                           | -1                          | |             | «Ад» (108r) |
| 17      | 109—116 (рекламанта)               |                             |                             | 10. Ежедневные службы а) Воскресенье (почитание Святой Троицы) б) Понедельник (поминовение умерших)                  |             | «Крещение» (109v) «Чистилище» (113v) |
| 18      | 117—124 (рекламанта)               |                             |                             | с) Вторник (почитание Святого Духа)                                                                                  |             | «Прощание апостолов» (122v) |
| 19      | 125—132 (рекламанта)               | 4                           |                             | д) Среда (общение святых) е) Четверг (таинства)                                                                      |             | «Собор всех святых» (126r) «Таинство причастия» (129v) |
| 20      | 133—140                            | 4                           |                             | ж) Пятница (поклонение Святому Кресту) з) Суббота (почитание Девы Марии)                                             |             | «Обретение Святого Креста» (133v) «Введение во храм» (137r) |
| 21      | 141                                | 1                           | -1                          | |             | «План Рима» (141v) |
| 22      | 142—143                            | 2                           | -2                          | 11. Богослужение Страстей Господних                                                                                  |             | «Взятие Христа под стражу» (142v) «Иисус на пути к дому своих судей» (143r) |
| 23      | 144—149                            | 3                           | 2                           | Начало примы Начало терции                                                                                           |             | «Бичевание Христа» (144r) «Иисус покидает преторию» (146v) «Несение Креста» (147r) 1 малая миниатюра: «Самоубийство Иуды» (147v) |
| 24      | 150—157 (рекламанта без окончания) | 4                           |                             | К сексте Начало ноны Начало вечерни                                                                                  |             | «Распятие» (152v), «Смерть Иисуса» (153r) «Снятие с креста» (156v), «Положение во гроб» (157r) 3 малые миниатюры: «Богооставленность в смертельной угрозе» (150r); «Превосходящий враг» (153v); «В тени крыл Твоих» (157v) |
| 25      | 158—165 (рекламанта)               |                             |                             | 12. Мессы литургического года а) Третья рождественская месса б) Первое воскресенье поста в) Второе воскресенье поста |             | «Рождественская месса» (158r) «Искушение Христа» (161v) «Исцеление дочери хананеянки» (164r) |
| 26      | 166—173 (рекламанта)               |                             |                             | г) Третье воскресенье поста д) Четвёртое воскресенье поста е) Страстное воскресенье ж) Вербное воскресенье           |             | «Исцеление бесноватого» (166r) «Чудесное умножение хлебов» (168v) «Воскрешение Лазаря» (171r) «Вход в Иерусалим» (173v) |
| 27      | 174—181 (рекламанта)               | 4                           |                             | Вербное воскресенье (продолжение)                                                                                    |             | |
| 28      | 182—189 (рекламанта без окончания) | 4                           |                             | з) Пасха и) Вознесение Христа к) Духов день л) Праздник Троицы м) Праздник Тела Христова                             |             | «Воскресение» (182r) «Вознесение» (184r) 1 малая миниатюра: «Троица» (186r) 1 малая миниатюра: «Логос, благословляющий мир» (188r) |
| 29      | 190—197 (рекламанта)               | 4                           |                             | н) Вознесение Марии о) Месса Марии п) Воздвижение креста р) День архангела Михаила с) Собор всех святых              |             | 1 малая миниатюра: «Мадонна с младенцем» (191v) «Воздвижение креста Господня» (193r) «Битва архангела Михаила с драконом» (195r) 1 малая миниатюра: «Благословение папы» (197r) |
| 30      | 198—202 (рекламанта)               | 3                           | -1                          | Собор всех святых (продолжение) т) Праздник поминовения душ у) Праздник апостола Андрея ф) Сретенье                  |             | 1 малая миниатюра: «Заупокойная месса» (199v) «Мученичество святого Андрея» (201r) |

В манускрипте отсутствуют утреня и лауды (около 15 листов), а также вечерня и повечерие богослужения Страстей Господних (fol. 142). Псалом вечерни в конце 24 тетради не имеет продолжения (утрачены приблизительно три двойных листа), отсутствует завершение псалма 80 (fol. 189v) в 28 тетради.

## Другие часословы герцога Беррийского, над которыми работали братья Лимбург
- «Прекрасный часослов герцога Беррийского» (фр. Les Belles Heures), ок. 1409 года. Собрание The Cloisters Музея Метрополитен, Нью-Йорк[125].
- «Малый часослов герцога Беррийского» (фр. Les Petites Heures de Jean de Berry). Начат в 1372 году Жаном ле Нуаром, продолжен Жакмаром де Эсденом. Закончен в 1390 году, Лимбургами выполнена одна миниатюра (Национальная библиотека Франции, Париж, Ms. Lat.18014)[126].
- «Турино-Миланский часослов» (фр. Les Très Belles Heures de Notre-Dame) или «Прекрасный часослов Богоматери». Часть рукописи хранится в Национальной библиотеке, Париж, MS: Nouvelle acquisition latine 3093; ещё одна — в Музео Цивико д’Арте Антико, Палаццо Мадама, Турин[127]. Начат в 1382 году и связан с именами не только Лимбургов, но и Яна ван Эйка и Жана Пюселя. Братья Лимбург выполнили для него 3 миниатюры[128].

## Комментарии
1. ↑  Лист 73
2. ↑  Их пропорции и очертания с полукруглым навершием, ориентированным по центральной оси, аналогичны пропорциям и очертаниям миниатюр «Прекрасного часослова»[13].
3. ↑  Казель и Ратхофер в своей работе, посвящённой часослову, отмечают, что это «самая высокая цена для книги, учитывая её состояние. Тем не менее она кажется скромной…». Так, «Прекрасный часослов» герцога Беррийского был оценён в 875 ливров, а его же «Большой часослов» — в 4000 ливров[18].
4. ↑  Прелат, сидящий рядом с герцогом, по мнению Бурдена — Гийом Буаратье[фр.], архиепископ Буржа; Поль Дюрье считает, что здесь изображён Мартен Гуже[фр.], ещё один церковный деятель из окружения герцога[55]. Бурден среди гостей называет графа д’Э, герцога Бурбонского, герцога Савойского, графа Арманьяка. Однако, как отмечают Казель и Ратхофер, столь знатные персоны не могли стоять перед сидящим герцогом, и идентификация Бурдена весьма спорна[53].
5. ↑  Такие верстовые камни стояли по дороге от Парижа до Сен-Дени[59].
6. ↑  В 1387—1393 годах Жан из Арраса[фр.], использовав старинное сказание в стихах, написал историю Мелюзины для герцога Беррийского[57].
7. ↑  С тем, что на миниатюре изображён Риом, согласны Эдмон Моран[62] и Сен-Жан Бурден[61].
8. ↑  Версия Дж. Папертьяна[61].
9. ↑  Мисс и Франсис Сале ставят под сомнение версию о том, что на миниатюре изображён замок Пуатье. Однако этот архитектурный комплекс идентичен замку Пуатье во время правления Генриха IV, представленному на гравюре Шастильона[фр.][64].
10. ↑  В отличие от других построек, изображённых в часослове, замок Сомюр никогда не принадлежал ни герцогу Беррийскому, ни королю Франции. В 1410-х годах он был владением Людовика II Анжуйского, позднее стал резиденцией Иоланды Арагонской, а после 1432 года перешёл к её сыну Рене Доброму. Исследователи отмечают, что общий вид замка на миниатюре, скорее всего, соответствует его облику в середине XV века[67].
11. ↑  Художник, выполнявший миниатюры с изображением евангелистов, перепутал их символы: рядом с Лукой (иллюстрация предваряет текст Евангелия от Луки) размещён ангел, а с Матфеем — символ Луки — бык[95].
12. ↑  Замок, изображённый на миниатюре, — Мегон-Сюр-Йевр[фр.]. До 1414 года принадлежал герцогу Беррийскому, потом был подарен им герцогу Туреньскому[117].
13. ↑  Архитектурный комплекс, изображённый на миниатюре, — аббатство Мон-Сен-Мишель. Это сооружение представлено в том виде, в котором находилось до 1412 года, когда обрушилась центральная часть церкви[117].